# Сержант Білко
Сержант Білко (англ. Sgt. Bilko) — комедійний фільм режисера Джонатана Лінна зі Стівом Мартіном у головній ролі. Знятий на основі серіалу «Шоу Філа Сільвера» (англ. The Phil Silvers Show).

## Сюжет
Сержант Білко - блискучий шахрай, дотепник і непоправний суперечник. Він — найнеблагонадійніша людина в окрузі, і при цьому його люблять всі. Ну, не всі, звичайно. Важко любити людину, руку якого виявляєш у своїй кишені.
У сержанта Білко є один заклятий ворог, один друг і одна кохана. Ернест Білко завідує гаражем на військовій базі. Він володіє особливим даром «ставити діагноз» зламаним машинам, не відкриваючи капот. Крім того, Ернест всюди знаходить гроші ... за запахом.
Сержант Білко глибоко поважає солдатів і офіцерів армії США. Він вважає, що ці патріоти зробили дуже багато для своєї країни і мають повне право розважитися у вільний від муштри час. Сержант Білко із власної волі поклав на себе обов'язок масовика-витівника для відставних офіцерів і перетворив форт Бакстер у гральний центр.
Спілкуючись з цією незвичайною людиною, можна бути впевненим тільки в одному: якщо сержант Білко уклав парі, без сумніву, виграє саме він.

## В ролях
- Стів Мартін
- Ден Екройд
- Філ Гартман
- Дебра Джо Рупп
- Памела Адлон
- Джон Маршал Джонс
- Річард Герд
- Кріс Рок
- Джон Ортіс
- Ґленн Гідлі